# Charbonnier-les-Mines
Charbonnier-les-Mines é uma comuna francesa na região administrativa de Auvérnia-Ródano-Alpes, no departamento Puy-de-Dôme. Estende-se por uma área de 3,36 km². Em 2010 a comuna tinha 914 habitantes (densidade: 272 hab./km²).